# A világ legmagasabb keresztény templomai
A középkortól kezdődően a felhőkarcolók megjelenéséig a keresztény templomok számítottak a világ legmagasabb építményeinek. 1311-től, mikor a Lincolni katedrális tornya magasabbra nyúlt, mint a gízai nagy piramis csúcsa, egészen 1884-ig, a Washington-emlékmű felépültéig ezek a templomok tartották a világ legmagasabb építményének járó címet. Ha egyszer befejezik az építését, a barcelonai Sagrada Família válik a legmagasabb templommá, 170 méteres magassággal.
A lista nem tartalmazza más vallások épületeit, mint például a casablancai II. Hasszán mecset 210 méter magas minaretét.
A templomok tornyainak magassága az idők során esetenként változott, hozzáépítettek, vagy elpusztultak részben, vagy teljesen. A lista a tornyok valaha létezett legmagasabb állapotát veszi figyelembe. Amennyiben a templom ebben a magasságban már nem látható, azt a szövegben a templom nevénél dőlt betű, valamint a T (történelmi) oszlopban egy T betű jelzi. Amennyiben a torony megváltozott, ma is látható magassága elegendő volt a listára való felkerüléshez, abban az esetben még egyszer említésre került. Ennek megfelelően a T oszlop sorba rendezésével látható a tornyok mai állapotának listája.
| Magasság | T | Név                                      | Elkészülés éve | Város         | Ország             | Megjegyzés |
| -------- | - | ---------------------------------------- | -------------- | ------------- | ------------------ | --- |
| 161.5 m  |   | Ulmi nagytemplom                         | 1890           | Ulm           | Németország        | 768 lépcső vezet fel 143 méter magasra; a világ legmagasabb evangélikus temploma |
| 159.7 m  | T | Lincolni székesegyház                    | 1311           | Lincoln       | Egyesült Királyság | ma 83 m - a torony 1549-ben összeomlott; a világ legmagasabb építménye volt 1311 és 1549 között. 1549 és 1807 között magassága 103 méter volt. |
| 158.4 m  | T | Szent Olaf-templom                       | 1519           | Tallinn       | Észtország         | ma 123 m - a torony villámcsapás következtében összeomlott 1625-ben, 1549 és 1625 között a világ legmagasabb építménye volt |
| 158.0 m  |   | Miasszonyunk, a béke királynője bazilika | 1989           | Yamoussoukro  | Elefántcsontpart   | A legnagyobb befogadóképességű templom a világon; a legmagasabb kupolával rendelkező templom; Afrika legmagasabb temploma; a legmagasabb római katolikus templom; keresztjének csúcsa magasabban helyezkedik el, mint a Szt. Péter bazilikáé, bár a kupola alacsonyabb |
| 157.4 m  |   | Kölni dóm                                | 1880           | Köln          | Németország        | A világ legmagasabb építménye volt 1880 és 1884 között; |
| 153.0 m  | T | Szent Péter-katedrális                   | 1569           | Beauvais      | Franciaország      | A torony 1573-ban összeomlott |
| 151.0 m  | T | Szent Mária-templom                      | 1478           | Stralsund     | Németország        | ma 104 m - a torony villámcsapás következtében 1647-ben összeomlott; 1625 és 1647 között a világ legmagasabb építménye volt |
| 151.0 m  |   | Notre-Dame katedrális                    | 1876           | Rouen         | Franciaország      | 1876 és 1880 között a világ legmagasabb építménye volt; Franciaország legmagasabb temploma |
| 150.0 m  | T | Szent Pál-székesegyház                   | 1240           | London        | Egyesült Királyság | A torony villámcsapás miatt 1561-ben összeomlott, az egész katedrális leégett a nagy londoni tűzvészben, 1666-ban |
| 147.3 m  |   | Szent Miklós-templom                     | 1874           | Hamburg       | Németország        | 1874 és 1876 között a világ legmagasabb építménye volt; a torony kivételével a templom többi részét 1943-ban lebombázták |
| 144.0 m  |   | Strasbourgi katedrális                   | 1439           | Strasbourg    | Franciaország      | 1625 és 1874 között a világ legmagasabb építménye volt; a legmagasabb 15. századi építmény |
| 141.5 m  |   | Miasszonyunk-székesegyház                | 2000           | Stary Licheń  | Lengyelország      | Lengyelország legnagyobb temploma |
| 137.0 m  |   | Szent István-székesegyház                | 1570           | Bécs          | Ausztria           | Ausztria legmagasabb temploma |
| 136.0 m  | T | Szent Péter-templom                      | 1450           | Riga          | Lettország         | 1666-ban, majd 1721-ben a torony összeomlott, a második világháborúban a torony és a tető kiégett |
| 134.5 m  | T | Notre-Dame                               | 1433           | Liège         | Belgium            | 1793-ban, a francia forradalom után elpusztították |
| 134.1 m  |   | Szent Mária-katedrális                   | 1924           | Linz          | Ausztria           | |
| 132.8 m  |   | Szent Péter-templom                      | 1878           | Hamburg       | Németország        | |
| 132.5 m  |   | Szent Péter-bazilika                     | 1590           | Vatikánváros  | Vatikán            | 1989-ig a legnagyobb befogadóképességű templom; a világ legmagasabb reneszánsz építménye |
| 131.9 m  |   | Szent Mihály-templom                     | 1786           | Hamburg       | Németország        | A legmagasabb 18. századi templom |
| 131.3 m  | T | Malmesbury apátság                       | 1180           | Malmesbury    | Egyesült Királyság | A torony összeomlott a 15. század végén, vagy a 16. század elején |
| 130.6 m  |   | Szent Márton-templom                     | 1500           | Landshut      | Németország        | A világ legmagasabb téglaépítménye |
| 130.0 m  | T | Szent Erzsébet-templom                   | 1535           | Wrocław       | Lengyelország      | ma 83 m, a torony 1529-ben egy viharban összeomlott |
| 129 m    |   | Szent József-oratórium                   | 1967           | Montréal      | Kanada             | Amerika legmagasabb temploma |
| 127.0 m  | T | Szent Márton-templom                     | 1482           | Groningen     | Hollandia          | ma 97 m - a torony 1577-ben leégett |
| 125.0 m  |   | St Jacobi                                | 1962           | Hamburg       | Németország        | |
| 125.0 m  |   | Szent Mária-templom                      | 1350           | Lübeck        | Németország        | |
| 124.0 m  |   | Maringái katedrális                      | 1972           | Maringá       | Brazília           | Latin-Amerika legmagasabb temploma |
| 123.7 m  |   | Szent Olaf-templom                       | 1931           | Tallinn       | Észtország         | A Balti-államok, és korábban a Szovjetunió legmagasabb temploma, korábban magasabb volt |
| 123.0 m  |   | Miasszonyunk-katedrális                  | 1521           | Antwerpen     | Belgium            | |
| 123.0 m  |   | Salisburyi katedrális                    | 1315           | Salisbury     | Egyesült Királyság | A legmagasabb 14. századi építmény, az Egyesült Királyság legmagasabb temploma |
| 123.0 m  |   | Szent Péter-templom                      | 1973           | Riga          | Lettország         | A torony összeomlott 1666-ban majd 1721-ben. A torony és a tető megsérült a 2. világháború során, 1973-ban renoválták. |
| 123.0 m  |   | Péter–Pál-székesegyház                   | 1733           | Szentpétervár | Oroszország        | |
| 122.3 m  | T | Abbaye-aux-Hommes                        | 1250           | Caen          | Franciaország      | A 17. században átépítették alacsonyabbra |
| 122.3 m  |   | Miasszonyunk-templom                     | 1350           | Brugge        | Belgium            | |
| 121.0 m  |   | San Gaudenzio                            | 1878           | Novara        | Olaszország        | |